# Cándido Rubiolo
Cándido Genaro Rubiolo (Devoto (Córdoba), 19 de septiembre de 1920 - Córdoba, 9 de febrero de 2004) fue un sacerdote católico argentino, que fue obispo de Villa María y arzobispo de Mendoza.

## Biografía

### Sacerdocio
Estudió en el Seminario de Córdoba, ordenándose en 1945. Fue párroco en una parroquia de la ciudad de Córdoba y rector del Seminario.

## Episcopado

### Obispo Auxiliar de Córdoba
El 4 de septiembre de 1974 el papa Pablo VI lo nombró obispo titular in partibus infidelium de Aque in Mauretania y obispo auxiliar de la arquidiócesis de Córdoba y fue consagrado obispo el 17 de noviembre de ese año. 
En el año 1976 fue nombrado administrador apostólico de la diócesis de La Rioja. Luego del asesinato el 4 de agosto de ese año, por parte de la dictadura cívico militar, de Monseñor Enrique Angelelli.

### Obispo de Villa María
El 15 de abril de 1977 fue nombrado obispo de la diócesis de Villa María, en la provincia de Córdoba.

### Arzobispo de Mendoza
El 15 de octubre de 1979, el papa Juan Pablo II lo nombró arzobispo de Mendoza, cargo que ocupó a partir del 23 de noviembre del mismo año. A poco de iniciado su mandato se celebró en Mendoza el Congreso Mariano Nacional, que reunió obispos y prelados de todo el país. Al año siguiente abrió sus puertas el Seminario Arquidiocesano de Mendoza.
Se centró en la organización de la pastoral para su provincia eclesiástica, en erigir nuevas parroquias y en la promoción de las organizaciones de laicos. Ordenó los primeros diáconos permanentes de la región. Siempre fue considerado un administrador esforzado y prolijo.
A nivel nacional ocupó cargos importantes en la Conferencia Episcopal Argentina, incluyendo el de presidente de la Comisión de Pastoral Familiar, en el Departamento de Laicos del CELAM y en el Pontificio Consejo para los Laicos. Se lo consideró un firme defensor de la ortodoxia eclesiástica y un conservador en lo social.

### Renuncia
Renunció por razones de edad en 1996, renuncia que fue aceptada el 25 de marzo de ese año. De inmediato fue nombrado administrador apostólico de la diócesis de San Rafael, ocupando ese cargo hasta febrero del año siguiente. En 1997 se opuso enérgicamente a la clonación humana, una posibilidad que se presentó a partir de la primera clonación exitosa de un mamífero; Rubiolo llamó a la clonación una "profanación genética", que "va contra del plan de Dios."

### Fallecimiento
Pasó sus últimos años en un hogar sacerdotal en la ciudad de Córdoba, donde falleció el 9 de febrero de 2004 por causa de un infarto. Sus restos descansan en la Catedral de Mendoza.